# Дорлисайм
Дорлиса́йм (фр. Dorlisheim) — коммуна на северо-востоке Франции в регионе Гранд-Эст (бывший Эльзас — Шампань — Арденны — Лотарингия), департамент Нижний Рейн, округ Мольсем, кантон Мольсем.
Площадь коммуны — 11,53 км², население — 2378 человек (2006) с тенденцией к росту: 2521 человек (2013), плотность населения — 218,7 чел/км².

## Население
Население коммуны в 2011 году составляло 2493 человека, в 2012 году — 2507 человек, а в 2013-м — 2521 человек.
| 1962 | 1968 | 1975 | 1982 | 1990 | 1999 | 2006 | 2008 | 2011 | 2012 | 2013 |
| ---- | ---- | ---- | ---- | ---- | ---- | ---- | ---- | ---- | ---- | ---- |
| 1902 | 2008 | 2078 | 2149 | 2128 | 2167 | 2378 | 2436 | 2493 | 2507 | 2521 |

Динамика населения:

## Экономика
В 2010 году из 1545 человек трудоспособного возраста (от 15 до 64 лет) 1210 были экономически активными, 335 — неактивными (показатель активности 78,3 %, в 1999 году — 72,5 %). Из 1210 активных трудоспособных жителей работали 1125 человек (573 мужчины и 552 женщины), 85 числились безработными (41 мужчина и 44 женщины). Среди 335 трудоспособных неактивных граждан 123 были учениками либо студентами, 150 — пенсионерами, а ещё 62 — были неактивны в силу других причин.

## Достопримечательности (фотогалерея)

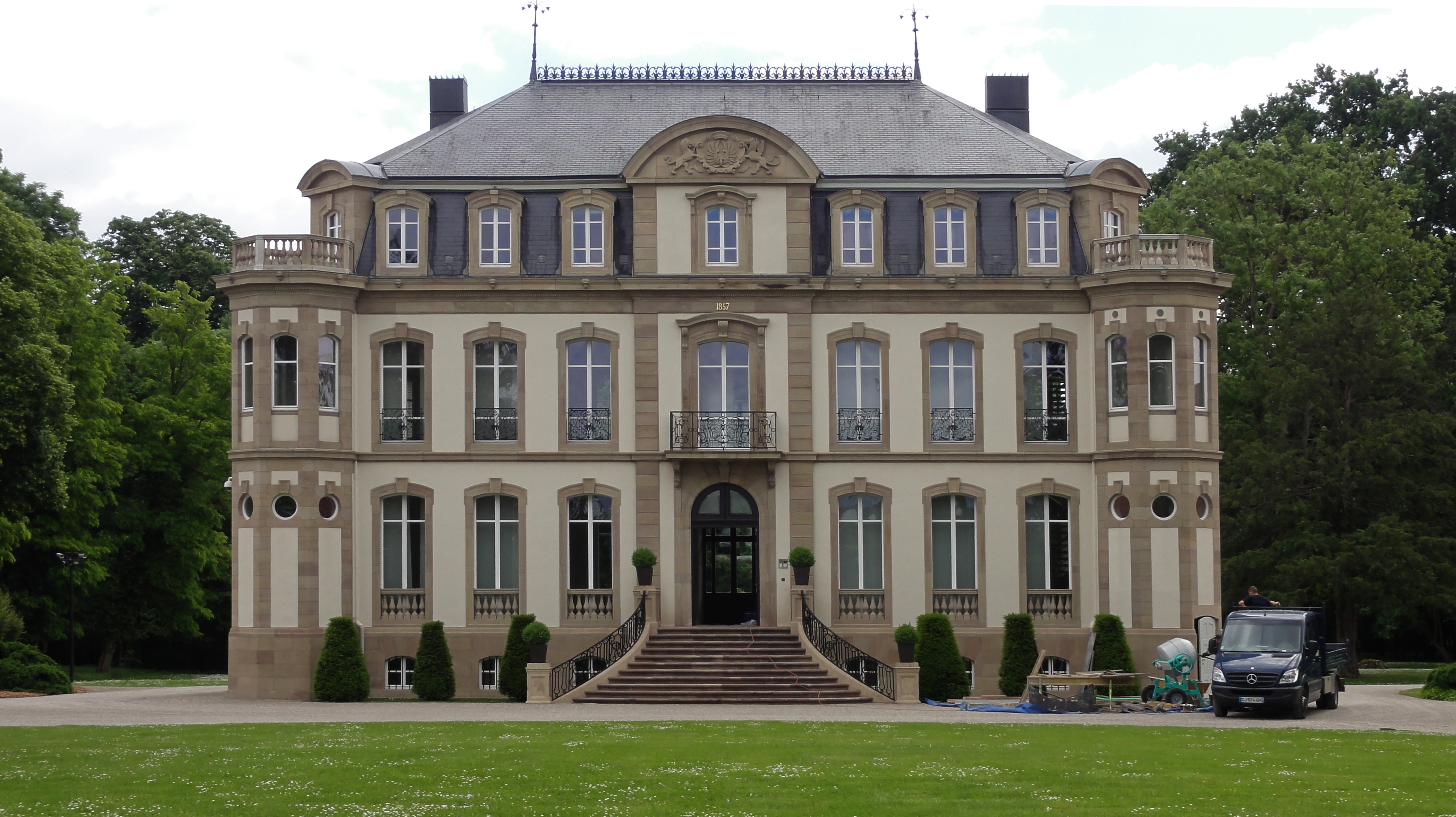
Шато Сен-Жан (1857)
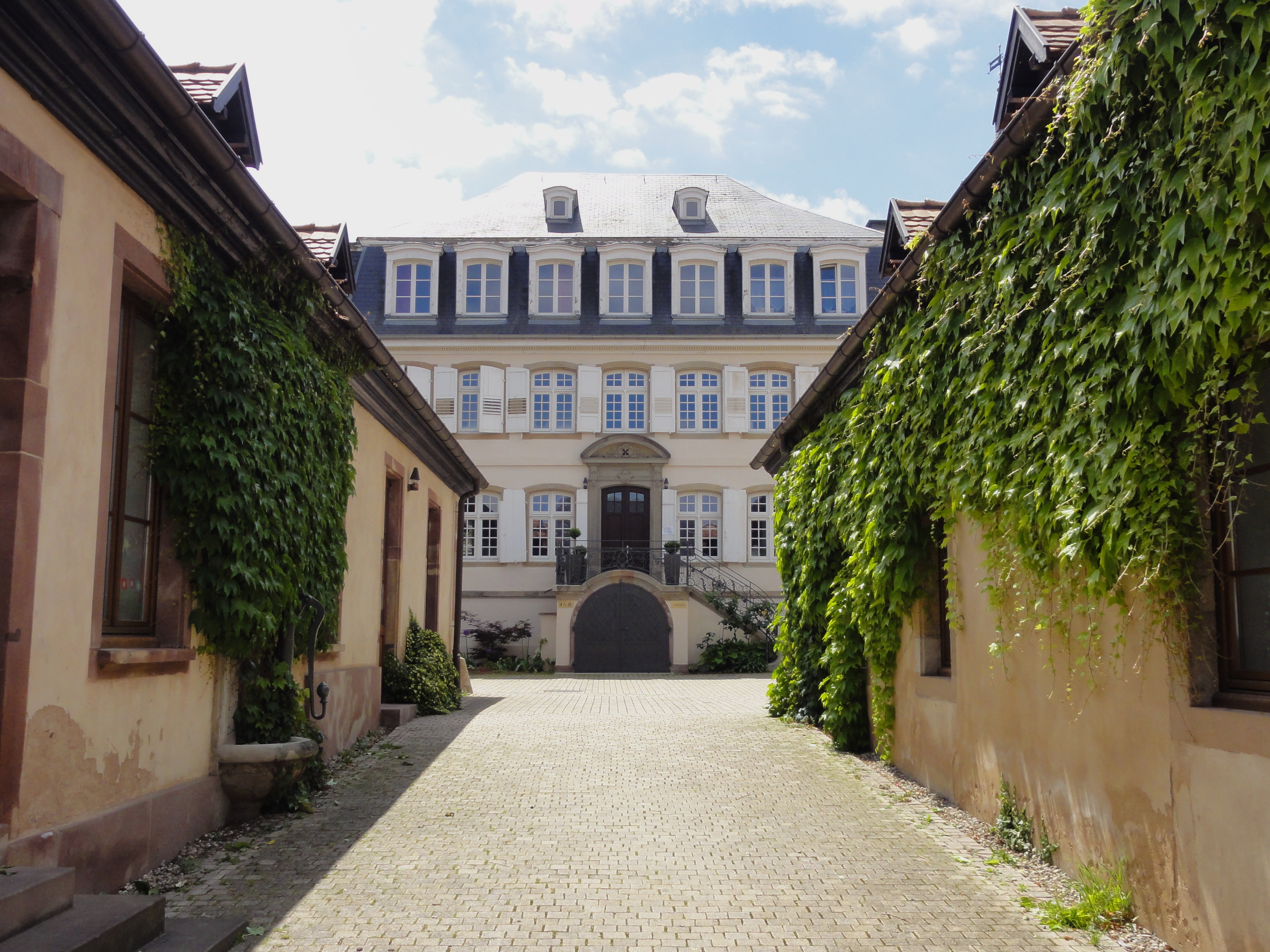
Шато (XVIII—XIX век)
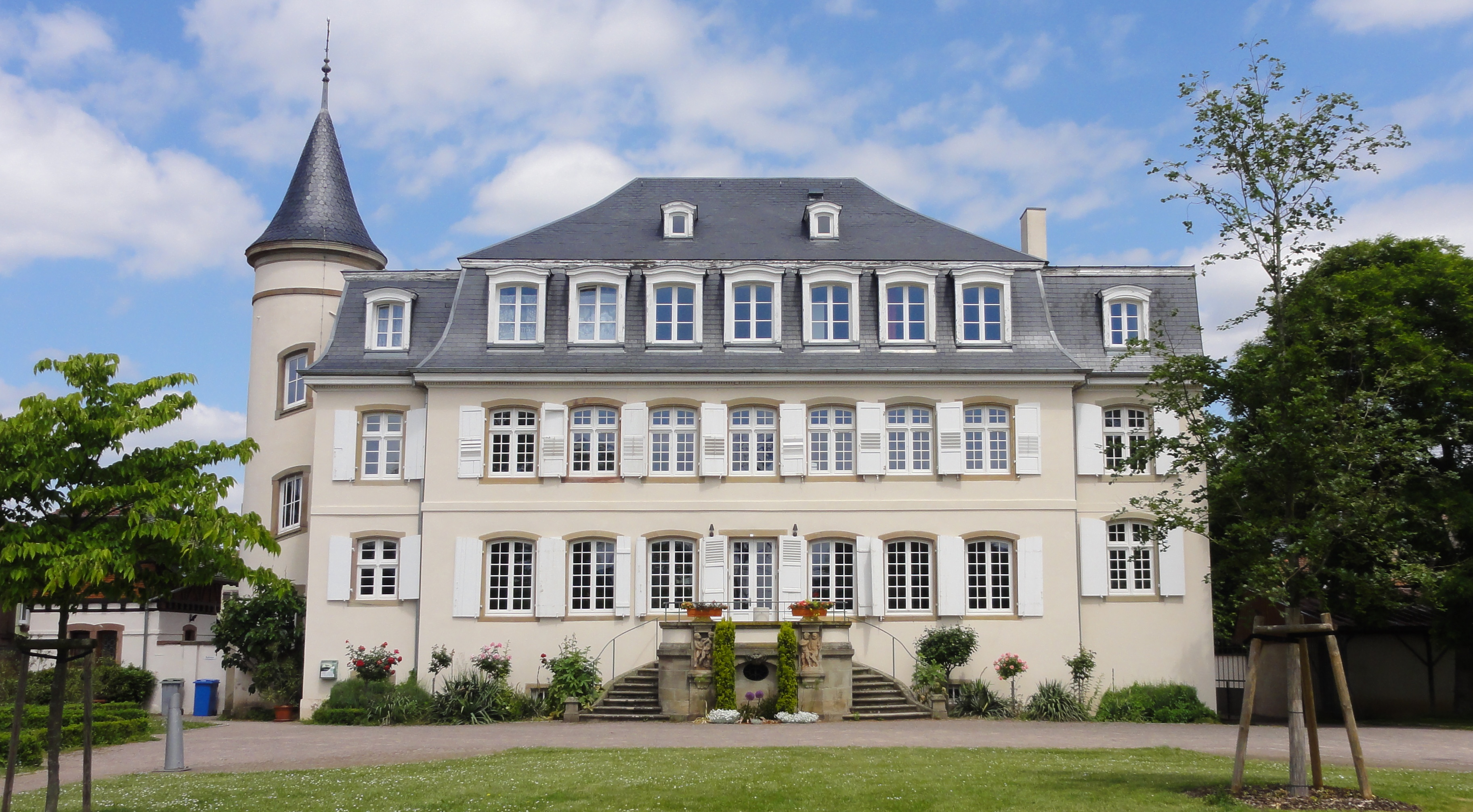
Фасад шато (XVIII—XIX век)
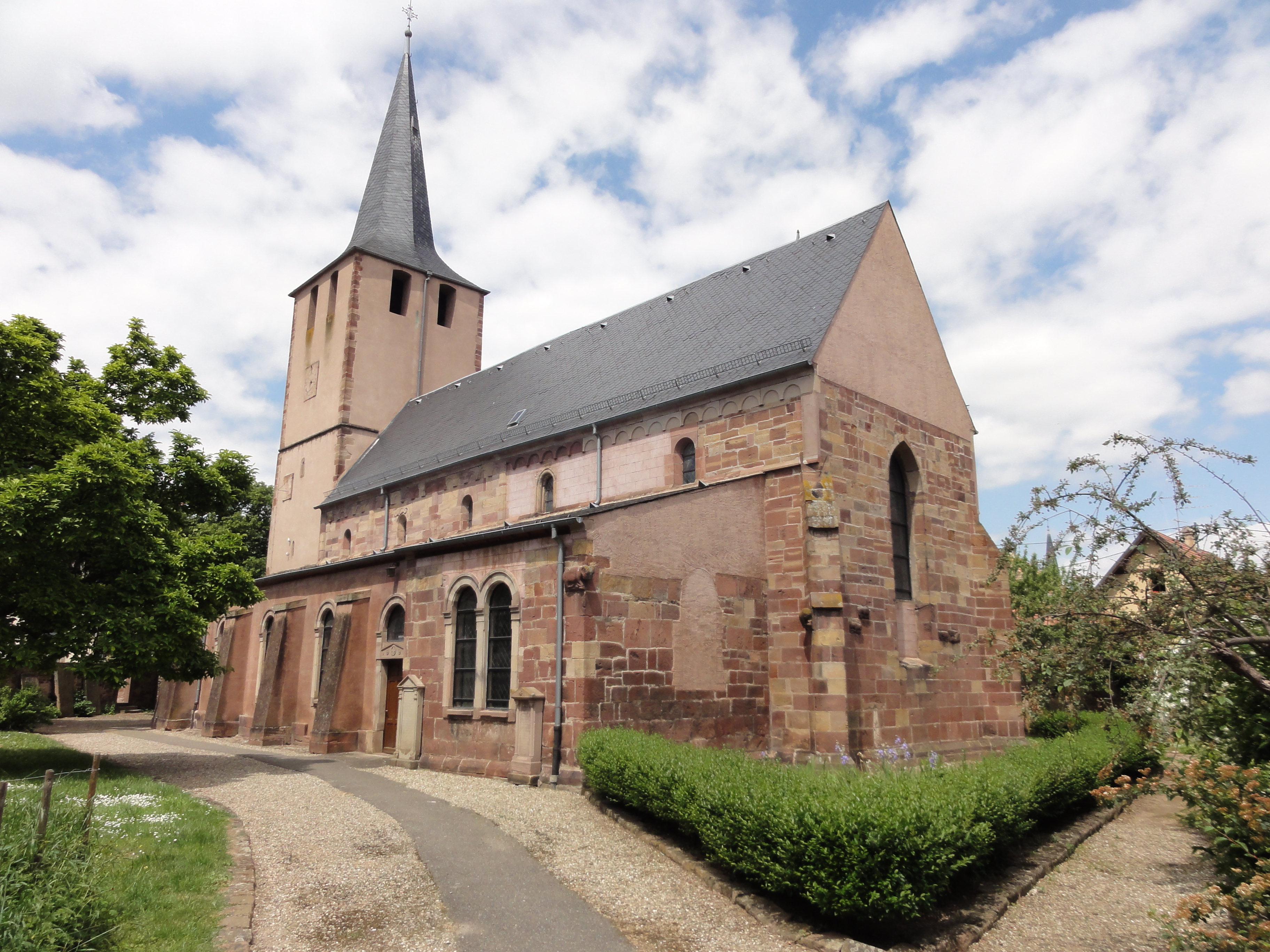
Протестантская церковь Сен-Лорен
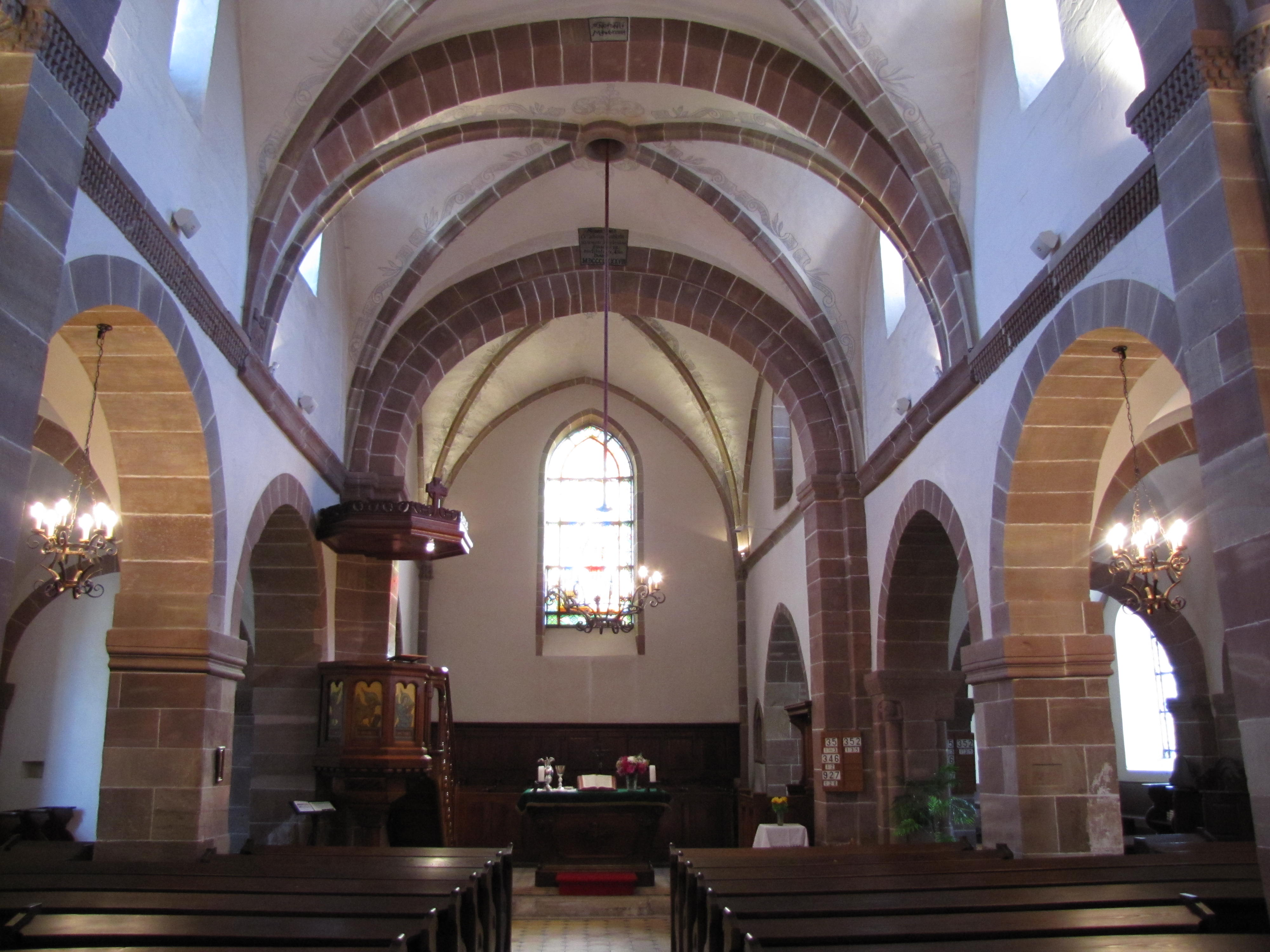
Интерьер
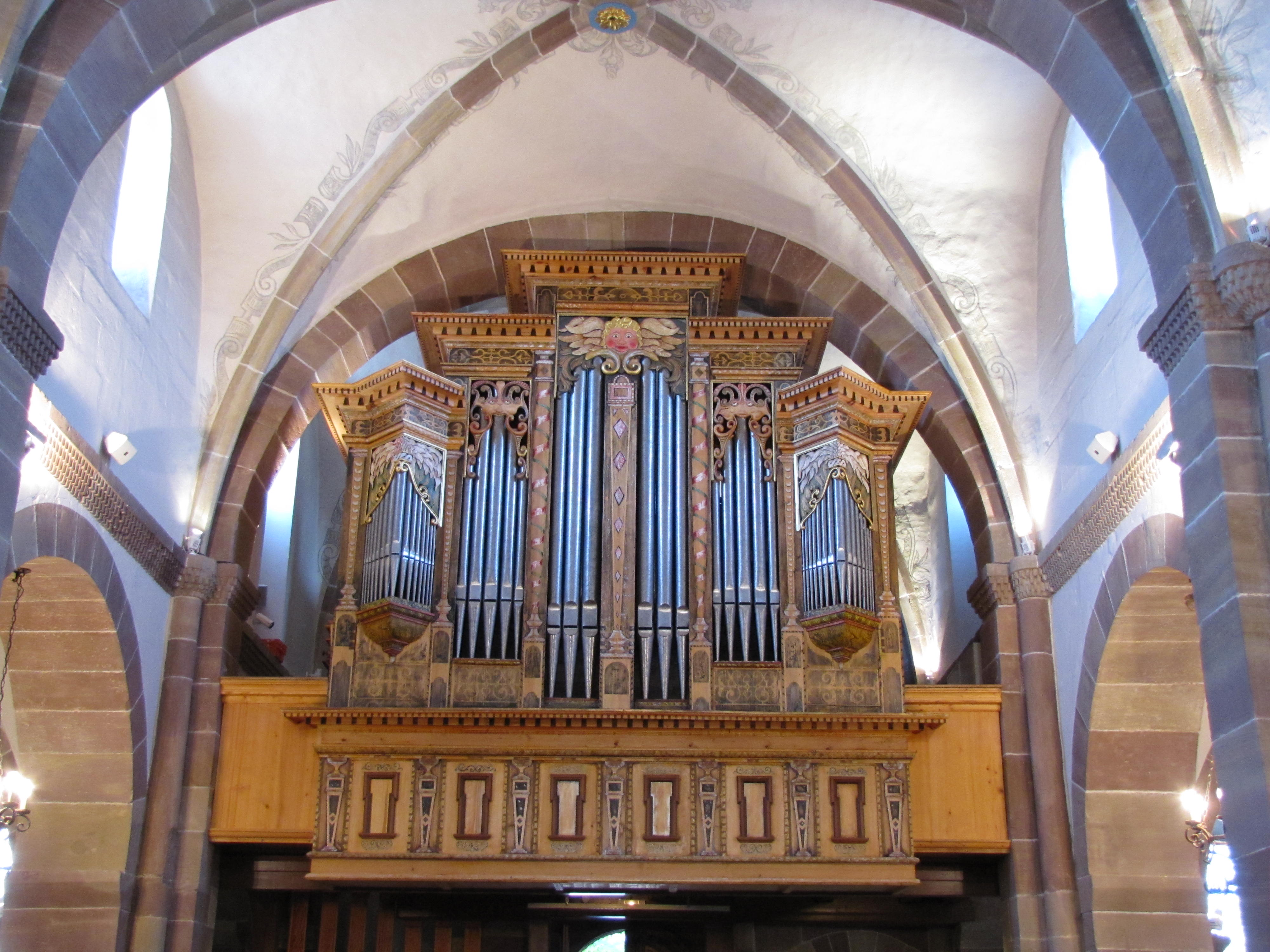
Орган
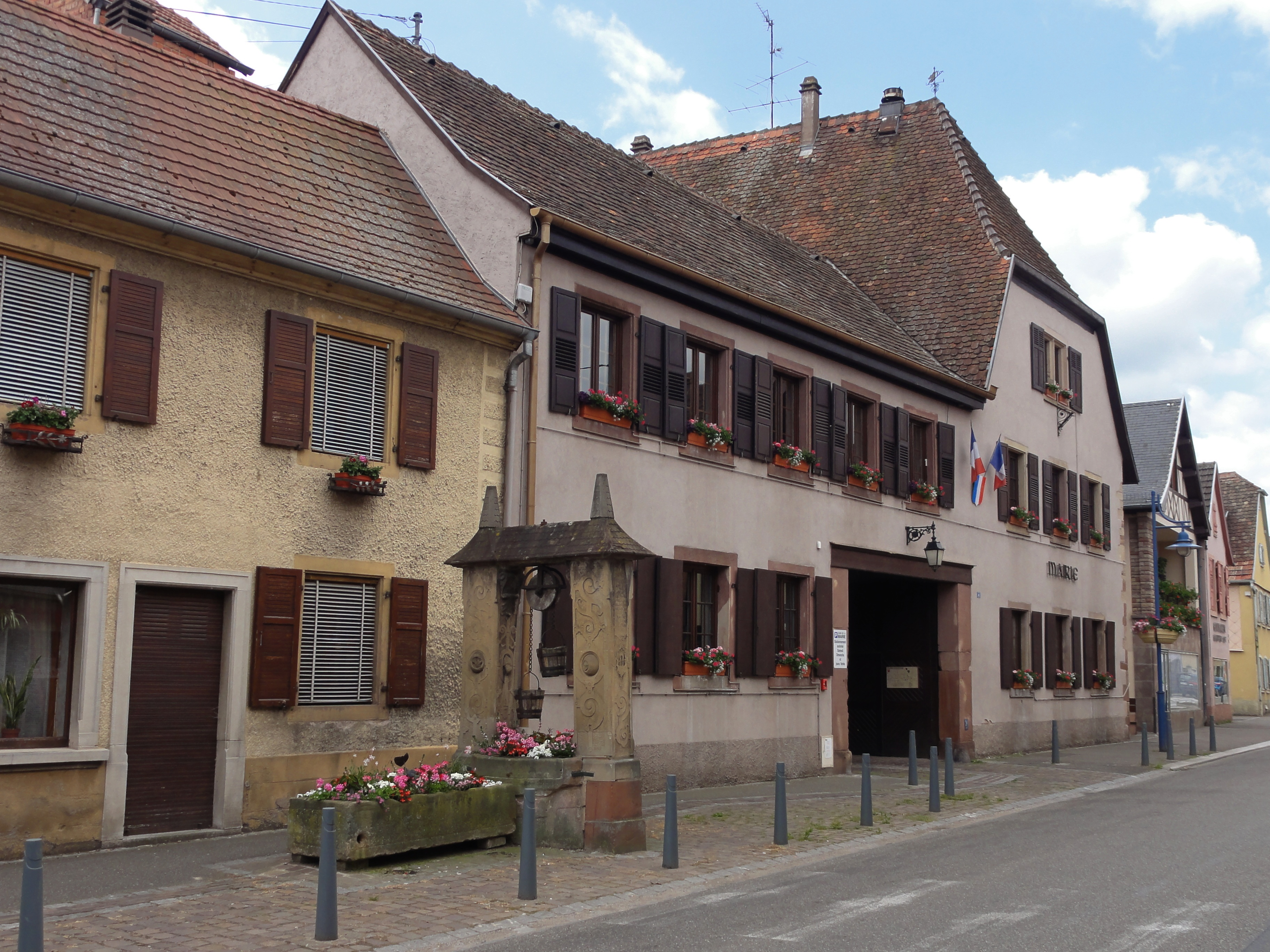
Здание мэрии